# استخر مالبو
استخر یا دریاچه مالبو ، سابقاً استخر استنلی ، همچنین با نام‌های پومبو ، دریاچه نکوندا یا دریاچه نکونا توسط بومیان محلی در دوران پیش از استعمار انگلیس شناخته می‌شد،   این دریاچه به شکل یک دهان گشوده شده در پایین دست رودخانه کنگو است.  این رودخانه به عنوان مرز بین جمهوری کنگو در شمال و جمهوری دموکراتیک کنگو در جنوب عمل می کند.

نام قبلی این استخر به افتخار کاشف و روزنامه نگار بریتانیایی سر هنری مورتون استنلی بود که این منطقه را نقشه برداری کرد.

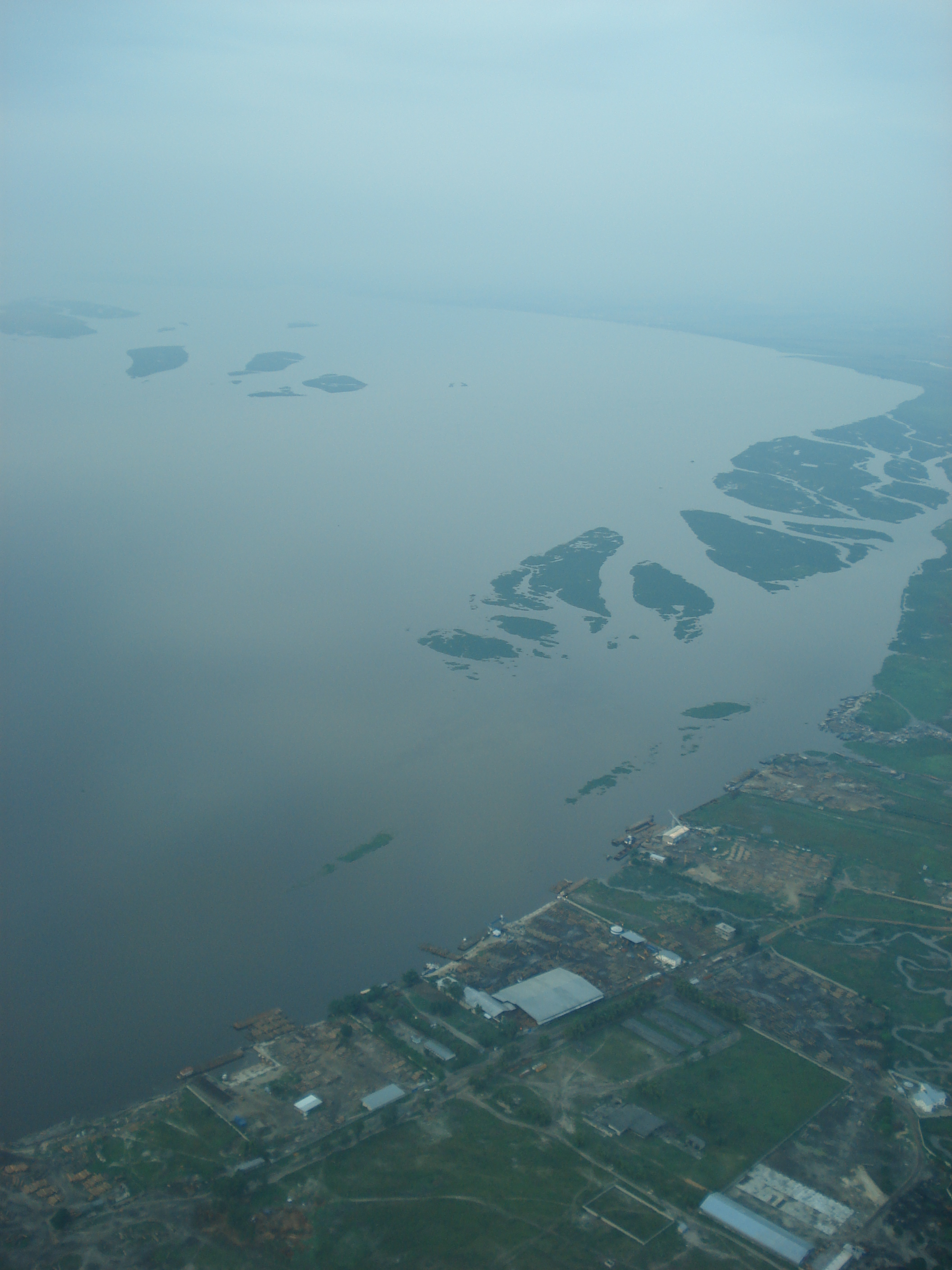
نمای هوایی از استخر Malebo از بالای کینشاسا
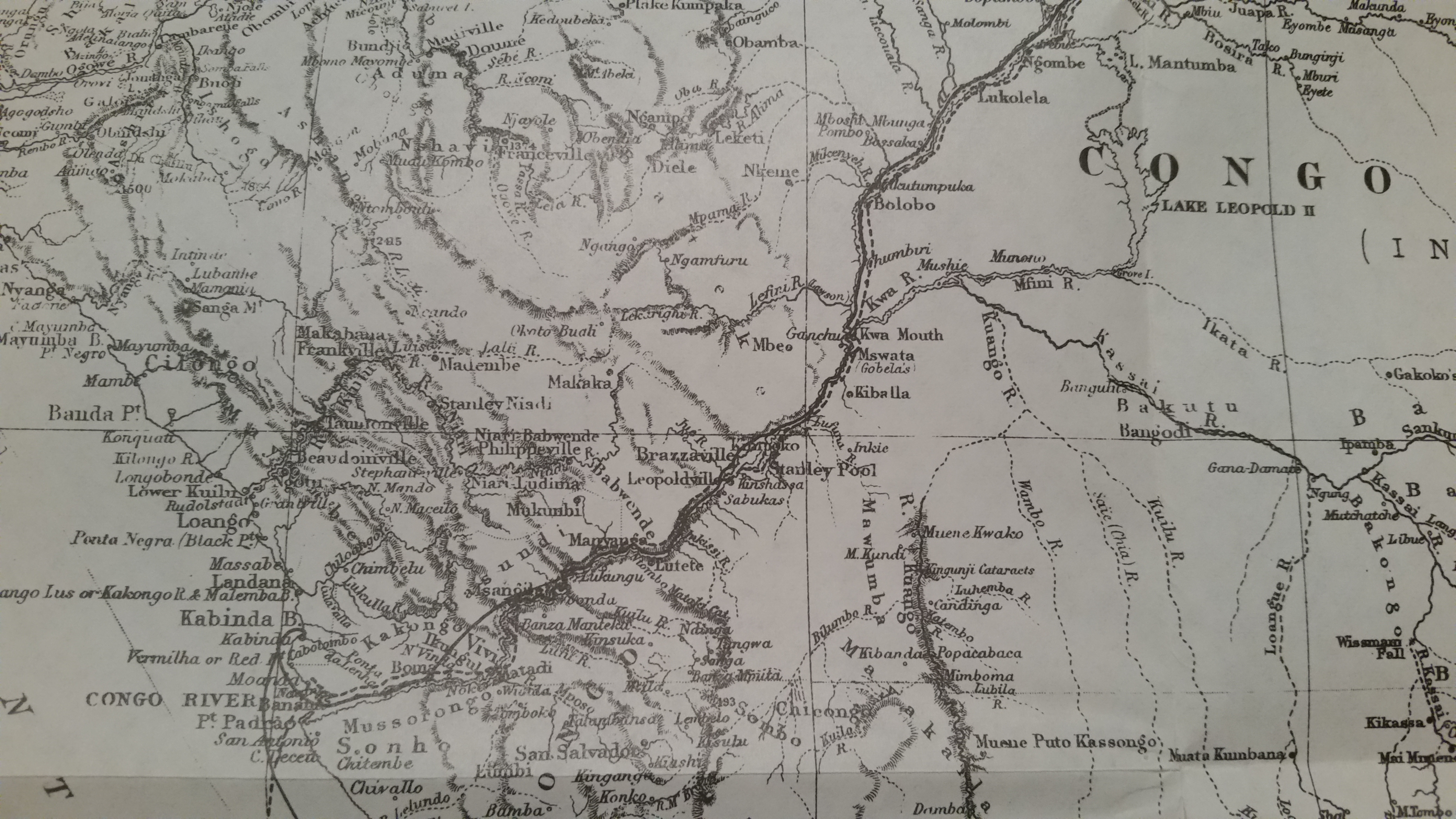
مسیر استنلی با خط مشکی یکپارچه به تصویر کشیده شده است.
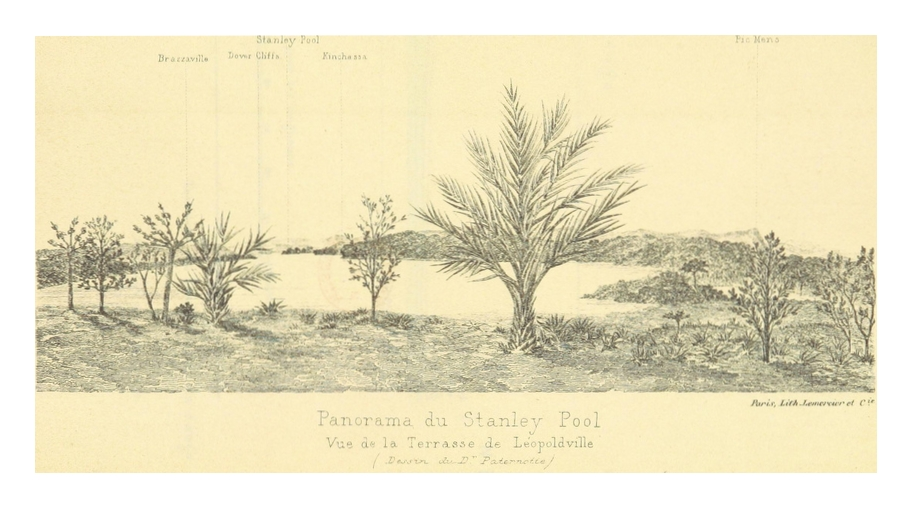
نمایش از استخر استانلی ازلئوپولدویل، 1889 (کینشاسای فعلی)

## همچنین ببینید
- پومبیروس